# Parque temático de la Cruz

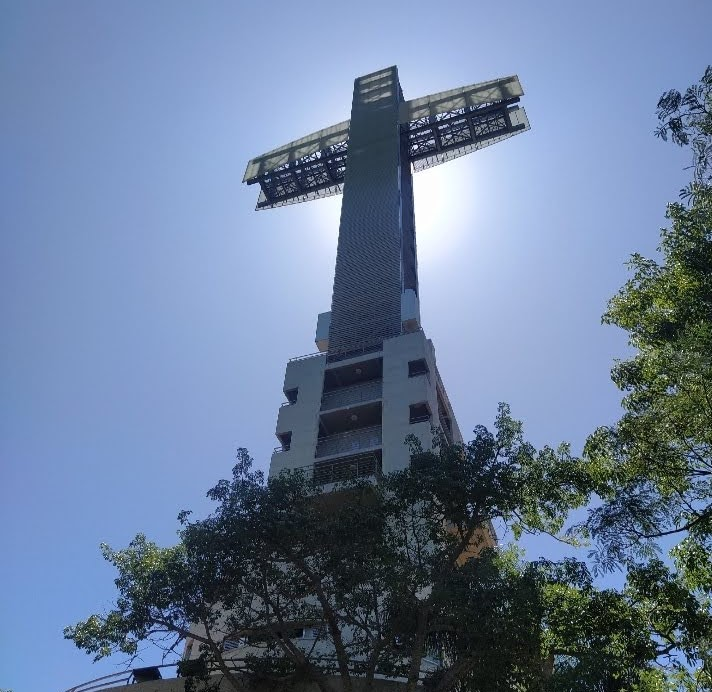
Cruz de Santa Ana, Misiones, Argentina con los rayos del sol

El Parque Temático de la Cruz es un emprendimiento turístico localizado en cercanías de la ciudad de Santa Ana, en la provincia de Misiones. Cuenta con una superficie de 57,5 hectáreas ubicadas sobre el cerro Santa Ana, a 360 metros de altura sobre el nivel del mar. Dentro del predio se puede apreciar selva autóctona, saltos de agua, variedad de aves de la zona y miradores naturales. El principal atractivo es una cruz metálica de 52 metros, que sumado a los 30 metros del edificio donde se sustenta, permite acceder a vistas panorámicas donde puede observarse el Río Paraná y las poblaciones de Leandro N. Alem, Oberá, Santa Ana, Posadas y Candelaria. 

## Características del parque
Desde la entrada al parque, un recorrido ascendente de 1.300 metros atraviesa áreas de monte natural, accediendo a varias visuales panorámicas naturales y dos miradores. En la cumbre del cerro, y como atractivo principal, se encuentra una cruz construida en hierro (53 m) y con un basamento de hormigón (30 m), formando una altura total de 82 metros. A medida que se asciende, por ascensor o por escalera, es posible apreciar distintas vistas panorámicas de la selva misionera.
Dentro del basamento de hormigón se encuentran un salón de exposiciones, un salón auditorio, un restaurante y sanitarios.
A espaldas del edificio principal se encuentra la "bioplaza", alrededor de la cual se disponen otros atractivos del parque. Allí se construyó el primer mariposario de la provincia, favorecido con un ecosistema ideal para la reproducción en condiciones óptimas, un orquideario, un salón de eventos y distintos locales gastronómicos y de artesanías en distintos sectores del parque. 
En un costado de la explanada se abre un recorrido de 700 metros a través de un sendero abierto en el monte nativo, donde se pueden identificar especies, así como visualizar el ambiente autóctono de vegetación, especies animales y vertientes naturales, orientados de forma temática a la religiosidad. Y en el lado opuesto, se ubica un pequeño anfiteatro griego que se utiliza para presentaciones artísticas.

## Historia y construcción
La imponente obra se inauguró el 14 de abril de 2011 con la presencia del gobernador de la provincia Maurice Closs; el presidente de la Cámara de Representantes y mentor del proyecto, Carlos Rovira; el ministro de Turismo de la Nación, Enrique Meyer; autoridades del gobierno provincial e intendentes de otras localidades. El nuncio apostólico Adriano Bernardini fue quien leyó la bendición enviada por el Papa Benedicto XVI. 
El parque, que llevó una inversión superior a los 40 millones de pesos, es visto por el gobierno de Closs como " una fuerte apuesta del gobierno provincial al desarrollo turístico de la región". 
A partir de la idea de construir la cruz, se pensó en darle un mayor contenido al lugar por su "espacialidad", las potencialidades del sitio y una propuesta de permanencia mayor para el turista. Existen en el mundo pocas cruces construidas en medio de la selva. Se previó para la obra el aprovechamiento integral de la superficie disponible con la pauta de preservar el ecosistema existente; los lugares degradados por el hombre, se utilizaron para el  emplazamiento de obras, caminos, estacionamientos y lugares de esparcimiento.
En el recorrido, se encuentran dos miradores a ambos lados del camino que permiten las primeras vistas panorámicas del paisaje misionero.